# المدرسة العقائدية في الطب

المدرسة العقائديّة (دوغمائيّة) أو العقلانيّة في الطبّ (إنكليزية:Dogmatic or Rationalist school) مدرسةٌ في مجال الطبّ ازدهرت في اليونان القديمة و في العالم الروماني. كانت الأقدم من بين المدارس الطبيّة المختلفة. اشتُقت التسمية من كلمة دوغما ( dogma ) و التي تحمل دلالة المعتقد أو الرأي الفلسفي، فلطالما أعلن العقائديون تبعيتهم لآراء أبقراط، لذلك فقد أطلقت عليهم تسمية «أبقراطيين» في بعض الأحيان. يعود الفضل في تأسيس هذا المذهب الطبي إلى كلٍ من ثيسالوس نجل أبقراط إضافةً إلى صهره بوليبوس، وذلك في العام 400 ق.م، حيث ذاع صيتها وحظيت بسطوةٍ لا منازع فيها على مهنة الطبّ، هكذا إلى أن أُسست المدرسة التجريبية (الأمبريقية) . عقب ظهور المدرسة التجريبية، ولعدة قرون تلت، كان كل طبيبٍ يحرص على تصنيف نفسه في إحدى المدرستين العقائديّة أو التجريبيّة، كما ظهرت المدرسة المنهجية التي يعود الفضل في تأسيسها إلى تلامذة أسكليبياديس و خصوصاً ثيميسون اللاذقي، حيث جاءت رداً على هاتين المدرستين.
ومن أكثر المنتسبين إلى المدرسة العقائديّة تميزاً كان ديوكليس الكاريستوسي (من مدينة كاريستوس)، إضافةً إلى براكساغوراس الكوسي وبيستونيكوس. قام آولوس كورنيليوس سلزوس بشرح عقائدها في مدخل كتابه كتاب الطب لآولوس كورنيليوس سلزوس (حول الطب).
يعتقد أتباع المدرسة العقائديّة أن من الضروري بالنسبة للطبيب أن يكون على درايةٍ بالمسببات الخفيّة للمرض كما بالمسببات الواضحة له، كما يجب عليه أن يُلم بالطريقة التي تعمل الطبيعة وفقها، وكذلك بالطريقة التي تجري فيها الوظائف المختلفة للجسم، ما يستدعي بالضرورة، وجود معرفةٍ بالبنية التشريحية الداخلية للجسم البشري.

## وصلات خارجية
- Aulus Cornelius Celsus, On Medicine, Prooemium
- المذهب العقلي والتجريبي في الطب «الباحثون السوريون»